# カレミ
カレミ（Kalemie）は、コンゴ民主共和国南東部のタンガニーカ州の州都。
2012年の人口は14万6974人。
コンゴ東部に位置し、タンガニーカ湖西岸に位置する港湾都市である。
旧名はアルベールビル(Albertville)。
タンガニーカ湖から流出する唯一の川であるルクガ川の流出口に位置する。

## 歴史
1891年12月30日、コンゴ自由国のアルフォンス・ジャック・デ・ディクスムイデが、ルクガ川の15km南にアルベールビルを建設した。
1892年4月5日、Alexis Vrithoff軍曹がアラブ人奴隷の襲撃を受けて殺害された。
8月16日～1893年1月1日にかけて、アルベールビルは包囲された。
包囲戦の後、アルベールビルは放棄され、現在のカレミの位置にあったムトアがアルベールビルと改名された。
1914年、ベルギー軍は東部アフリカ戦線の拠点を置いた。(第一次世界大戦)
1915年、鉄道が開通した。
1916年、港が建設され、炭鉱が開業した。
1940年年末、南アフリカ連邦の基地が建設された。
後にイギリスがケニア植民地とエチオピア帝国に対処する為に基地を建設した。
1964年8月、シンバの反乱を鎮圧するマイク・ホアー軍がアルベールビルを攻撃した。
1971年、ザイール化によって、アルベールビルからカレミに改名された。
2005年12月5日に起きたタンガニーカ湖地震 (2005年)で、カレミは大きな被害を受けた。

## 教育
- カレミ大学（英語版）

## 交通

### 航空
- カレミ空港

### 鉄道
- ニュンズやキンドゥ、カバロ、ルブンバシと鉄道で結ばれている。

### 水路
- カレミはタンガニーカ湖を通して対岸のタンザニアのキゴマをはじめ、ザンビアのムプルングやブルンジのブジュンブラと船での連絡がある。特にキゴマとの連絡は重要で、キゴマからダルエスサラームへと伸びる鉄道によってカレミは海とつながっている。カレミ港はコンゴ東部の重要な港だが、内政の混乱により港の保守がされず、沈泥で港の機能は損なわれつつある。

## 経済

### 鉱業
- 銅やコバルト、亜鉛、錫、石炭が算出する。

## 姉妹都市
- シュタインハイム